# Трансмон
Трансмон — це тип надпровідного зарядового кубіта, який був розроблений для зниження чутливості до шуму заряду. Трансмон розробили Роберт Дж. Шелкопф, Мішель Деворе, Стівен М. Гірвін та їх колеги з Єльського університету в 2007 році. Його назва є абревіатурою терміна англ. transmission line shunted plasma oscillation qubit (кубіт на коливаннях плазми, шунтований лінією передачі); він складається з коробки з куперівськими парами, «де два надпровідники також є ємнісно шунтованими, щоб зменшити чутливість до шуму заряду, зберігаючи при цьому достатню негармонійність для селективного керування кубітом».

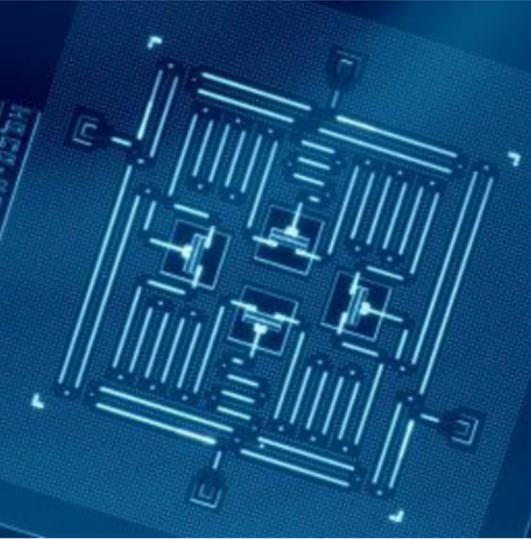
Пристрій, що складається з 4 трасмонних кубітів, 4 квантових шин, 4 резонаторів зчитування, створений IBM та опублікований у npj Quantum Information у січні 2017.

Трансмон досягає своєї зниженої чутливості до шуму заряду, значно збільшуючи відношення енергії Джозефсона до енергії заряджання. Це досягається за допомогою використання великого шунтуючого конденсатора. Результатом є відстані між рівнями енергії, які приблизно не залежать від зміщеного заряду. Планарні трансмонні кубіти на мікросхемі мають T1 когерентності ~ 30 мкс до 40 мкс. Нещодавня робота над трансмоновими кубітами показала істотне поліпшення завдяки заміні надпровідної резонаторної лінії передачі тривимірним надпровідниковим резонатором, до часу T1 = 95 мкс. Ці результати демонструють, що попередній час T1 не був обмежений втратами у джозефсонівському переході. Розуміння фундаментальних обмежень часу когерентності в надпровідних кубітах, таких як трансмон, є сферою активних досліджень.

## Порівняння з коробкою з куперівськими парами

Схематична діаграма енергетичних рівнів від зарядового кубіта (вверху,) до трансмона (bottom,), показані перші три енергетичні рівні, як функція середнього числа куперівських пар через перехід, нормалізований до зазору між основним і першим збудженим станом. Зарядовий кубіт (зверху) зазвичай працює в «солодкій точці», де коливання викликають менший зсув енергії, а ангармонійність максимальна. Рівень енергії трансмона (знизу) нечутливий до коливань, але ангармонічність знижується

Конструкція трансмона схожа на першу конструкцію коробки з куперівськими парами, обидва описуються одним і тим же гамільтоніаном, з тією лише різницею, що збільшення коефіцієнта {\displaystyle E_{\rm {J}}/E_{\rm {C}}} досягається шунтуванням джозефсонівського переходу додатковим великим конденсатором. Тут {\displaystyle E_{\rm {J}}} — це енергія джозефсонівського переходу, а {\displaystyle E_{\rm {C}}} — енергія заряду обернено пропорційна загальній ємності кубітового ланцюга. Перевагою збільшення співвідношення {\displaystyle E_{\rm {J}}/E_{\rm {C}}} є нечутливість до шуму заряду — рівні енергії стають незалежними від електричного заряду, який тече через перехід, отже, час когерентності кубітів тривалий. Недоліком є зменшення ангармонічності {\displaystyle {\frac {(E_{2}-E_{1})-(E_{1}-E_{0})}{E_{1}-E_{0}}}}, де {\displaystyle E_{i}} — енергія стану {\displaystyle |i\rangle }. Знижена ангармонічність ускладнює роботу пристрою як дворівневої системи, наприклад при збудженні пристрою з основного стану в перший збуджений стан резонансним імпульсом, також заповнюється другий збуджений стан. Це ускладнення долається складною конструкцією мікрохвильового імпульсу, яка враховує вищі рівні енергії, і забороняє їх збудження руйнівними перешкодами.
Вимірювання, контроль і зв'язок трансмонів виконується за допомогою мікрохвильових резонаторів з методами квантової електродинаміки у ланцюгах, також застосовними до інших надпровідних кубітів. Зв'язок з резонаторами здійснюється шляхом встановлення конденсатора між кубітом і резонатором у точці, де електромагнітне поле резонатора найбільше. Наприклад, в пристроях IBM Quantum Experience резонатори реалізовані з чвертьхвильового стрічкового хвилеводу з максимальним полем сигналу на замиканні сигналу на кінці хвилеводу, отже кожен трансмонний кубіт IBM має довгий резонаторний «хвіст». Початкова пропозиція включала подібні резонаторні лінії передачі, з'єднані з кожним трансмоном, що стало частиною назви. Однак зарядові кубіти, що працювали в подібному режимі {\displaystyle E_{\rm {J}}/E_{\rm {C}}}, поєднані з різними типами мікрохвильових резонаторів, також називаються трансмонами.